# Пекинский метрополитен
Пекинский метрополитен (кит. упр. 北京地铁, пиньинь Běijīng Dìtiě) — система внеуличного скоростного рельсового транспорта (метрополитен) в г. Пекине, столице Китая.
Первый метрополитен в истории страны: первая линия длиной 21 км с 16 станциями открылась 1 октября 1969 года. С открытием в конце 2024 года трёх новых участков линий метро общая протяжённость городской сети рельсового транспорта в Пекине достигла 879 километров. Теперь пекинское метро насчитывает 522 станции. На 98-ми из них можно сделать пересадку. Пекинское метро занимает первое место среди метрополитенов в мире по длине линий и годовому пассажиропотоку, который составляет 3,85 млрд человек.

## История и характеристики
В середине 1950-х годов перед сооружением системы был тщательно изучен опыт строительства московского метрополитена, в том числе с участием советских специалистов, приглашённых в Пекин. Однако в 1963 году, ещё до начала работ, советско-китайский раскол привёл к отъезду на родину всех советских специалистов.
Строительство началось в 1965 году с одобрения Мао Цзэдуна. С открытия метро в 1969 году до преобразования в общедоступный гражданский городской транспорт в 1976 году система эксплуатировалась военными, перевозки в ней допускались только по санкционируемой служебной необходимости, а в годы культурной революции 1971—1975 гг. движение в ней прерывалось на значительные периоды.
По состоянию на начало 2006 года имелось 114 км линий, в начале 2012 года стало 15 линий общей длиной 442 км, к концу 2015 года планировалось увеличить систему до 28 линий общей длиной 708 км, а в 2020 году длина системы должна была достичь 1050 км.
Стоимость сооружения системы составила 53 млрд долларов к 2011 году и 76 млрд долларов к 2015 году. Начиная с конца 2000-х годов, строительство ведётся одновременно на нескольких пусковых участках разных линий. Линии сооружаются и сдаются в эксплуатацию к концу каждого года или знаменательным событиям, например, пять линий были сданы к Олимпиаде 2008 года.
После открытия нескольких новых станций в конце 2012 года метрополитен Пекина временно стал самым большим в мире, с общей протяженностью путей 442 км, пока его в октябре 2013 года не обошёл метрополитен Шанхая и это было до 2020 года.
28 декабря 2014 года Пекинское метро для всех линий, кроме Шоудуцзичан (Столичный аэропорт экспресс), переключилось с фиксированной оплаты за проезд на тарифы проезда, зависящие от расстояния.
К середине 2017 года имелось 19 линий метро общей длиной 574 км с 345 станциями, в том числе 54 пересадочными, средний пассажиропоток составлял 10 млн человек в сутки, максимальный — 12,1 млн человек в сутки.
В конце 2017 года в системе открыты первые автоматизированные линии метро и пекинского маглева, третьего в стране после Шанхая и Чанши.
Согласно планам, в начале 2020-х годов будет действовать 30 линий с пассажирооборотом 15-18 млн человек в сутки.
В системе имеются кольцевая и полукольцевая линии, а также с юга на север города действует вторая по длине в Китае (после линии 3 Гуанчжоуского метрополитена длиной 67 км) 50-километровая линия метро, состоящая из линий 4 и Дасин. Линии и станции преимущественно подземные мелкого заложения, хотя есть также надземные участки, в том числе эстакадная скоростная линия в аэропорт.
Ранее подземные станции сооружались в виде классических колонных. На всех станциях установлены платформенные раздвижные двери. Надписи большинства указателей продублированы на английском языке. Станции отличаются чистотой и хорошей освещённостью.
С конца XX века в системе широко используются оборудование и поезда иностранного производства, а с конца 2000-х годов — также и отечественные, в том числе скоростные поезда, эксплуатирующиеся со скоростью 100 км/ч.

## Линии
| Линия                                     | Участок                                                                                  | Год открытия                      | Год открытия последней станции    | Станций | Длина, км | Среднее расстояние между станциями, км | Оператор                               | Тип                 |
| ----------------------------------------- | ---------------------------------------------------------------------------------------- | --------------------------------- | --------------------------------- | ------- | --------- | -------------------------------------- | -------------------------------------- | ------------------- |
| 1                                         | Пингоюань — Сыхуэйдун кит. 蘋果園 — 四惠東                                               | 1969                              | 1999                              | 23      | 30,44     | 1,38                                   | Beijing Metro Operation                | метрополитен        |
| 2                                         | кольцевая линия                                                                          | 1971                              | 1987                              | 18      | 23,026    | 1,28                                   | Beijing Metro Operation                | метрополитен        |
| 3                                         | Дунсышитяо — Дунбабэй кит. 東四十條站 — 东坝北站                                         | 2024                              | —                                 | 10      | 15,6      | 1,56                                   | Beijing Metro Operation                | метрополитен        |
| 4                                         | Аньхэцяобэй — Гунъисицяо кит. 安河橋北 — 公益西橋                                        | 2009                              | 2010                              | 24      | 27,309    | 1,19                                   | Beijing MTR                            | метрополитен        |
| 5                                         | Тяньтунъюаньбэй — Сунцзячжуан кит. 天通苑北 — 宋家莊                                     | 2007                              | —                                 | 23      | 27,055    | 1,23                                   | Beijing Metro Operation                | метрополитен        |
| 6                                         | Цзиньанцяо — Лучэн кит. 金安橋 — 潞城                                                    | 2012                              | 2018                              | 32      | 53,4      | 1,72                                   | Beijing Metro Operation                | метрополитен        |
| 7                                         | Бэйцзинси — Хуачжуан кит. 北京西 — 花庄                                                  | 2014                              | 2019                              | 29      | 39,44     | 1,41                                   | Beijing Metro Operation                | метрополитен        |
| 8                                         | Чжусиньчжуан — Инхай кит. 朱辛庄 — 瀛海                                                  | 2008                              | 2021                              | 34      | 49,5      | 1,46                                   | Beijing Metro Operation                | метрополитен        |
| 9                                         | Гоцзятушугуань — Гогунчжуан кит. 國家圖書館 — 郭公莊                                     | 2011                              | 2012                              | 13      | 15,631    | 1,3                                    | Beijing Metro Operation                | метрополитен        |
| 10                                        | кольцевая линия                                                                          | 2008                              | 2013                              | 45      | 57,875    | 1,29                                   | Beijing Metro Operation                | метрополитен        |
| 12                                        | Сыцзицинцяо — Дунбабэй кит. 四季青桥站 — 东坝北站                                        | 2024                              | —                                 | 20      | 28,9      | 1,45                                   | Beijing Metro Operation                | метрополитен        |
| 13                                        | Сичжимэнь — Дунчжимэнь кит. 西直門 — 東直門                                              | 2002                              | 2019                              | 17      | 40,377    | 2,52                                   | Beijing Metro Operation                | метрополитен        |
| 14                                        | Чжангочжуан — Шаньгэчжуан кит. 張郭莊 — 善各莊                                           | 2013                              | 2021                              | 36      | 47,3      | 1,31                                   | Beijing MTR                            | метрополитен        |
| 15                                        | Цинхуадунлусикоу — Фэнбо кит. 清華東路西口 — 俸伯                                        | 2010                              | 2016                              | 20      | 40,381    | 2,13                                   | Beijing Metro Operation                | метрополитен        |
| 16                                        | Бэйаньхэ — Ганьцзякоу кит. 北安河 — 甘家口                                               | 2016                              | 2020                              | 15      | 30,5      | 2,12                                   | Beijing MTR                            | метрополитен        |
| Батун                                     | Сыхуэй — Хуачжуан кит. 四惠 — 花庄                                                       | 2003                              | 2019                              | 14      | 22,57     | 1,74                                   | Beijing Metro Operation                | метрополитен        |
| Чанпин                                    | Чанпинсишанькоу — Сиэрци кит. 昌平西山口 — 西二旗                                        | 2010                              | 2015                              | 12      | 31,747    | 2,89                                   | Beijing Metro Operation                | метрополитен        |
| Дасин                                     | Гунъисицяо — Тяньгунъюань кит. 公益西橋 — 天宮院                                         | 2010                              | —                                 | 11      | 22,099    | 2,01                                   | Beijing MTR                            | метрополитен        |
| Фаншань                                   | Дунгуаньтоунань — Яньцуньдун кит. 東管頭南 — 閻村東                                      | 2010                              | 2020                              | 16      | 31,8      | 2,3                                    | Beijing Metro Operation                | метрополитен        |
| Ичжуан                                    | Сунцзячжуан — Ичжуан кит. 宋家莊 — 亦莊火車站                                            | 2010                              | 2018                              | 14      | 22,69     | 1,75                                   | Beijing Metro Operation                | метрополитен        |
| Яньфан                                    | Яньцуньдун — Яньшань кит. 閻村東 — 燕山                                                  | 2017                              | —                                 | 9       | 14,4      | 1,8                                    | Beijing Metro Operation Administration | метрополитен        |
| S1                                        | Шичан — Цзиньанцяо кит. 石廠 — 金安橋                                                    | 2017                              | —                                 | 7       | 9,1       | 1,52                                   | Beijing Metro Operation                | маглев              |
| Сицзяо                                    | Сианшань — Багоу кит. 香山 — 巴溝                                                        | 2017                              | —                                 | 6       | 8,8       | 1,76                                   | Beijing Public Transit Tramway         | ЛРТ                 |
| Шоудуцзичан (Столичный аэропорт экспресс) | Дунчжимэнь — Эрхаоханчжаньлоу — Саньхаоханчжаньлоу кит. 東直門 — 2号航站楼 — 3号航站楼站 | 2008                              | —                                 | 4       | 26,093    | 12,3                                   | Beijing Capital Metro                  | экспресс в аэропорт |
| Дасинцзичан (Дасин аэропорт экспресс)     | Цаоцяо — Дасинцзичан кит. 草橋 — 大兴机场                                                | 2019                              | —                                 | 3       | 41,36     | 20,68                                  | Beijing Metro Operation Administration | экспресс в аэропорт |
| Всего (метрополитен)                      | Всего (метрополитен)                                                                     | Всего (метрополитен)              | Всего (метрополитен)              | 385     | 597,2     | 1,63                                   |                                        |                     |
| Всего (весь внеуличный транспорт)         | Всего (весь внеуличный транспорт)                                                        | Всего (весь внеуличный транспорт) | Всего (весь внеуличный транспорт) | 405     | 682,5     | 1,78                                   |                                        |                     |

Большинство линий метрополитена проходят параллельно другим или пересекают их под прямым углом, повторяя сетку пекинских улиц.
Линии, обслуживающие центр Пекина:
- Линия 1, проходящая с запада на восток под проспектом Чанъань, делит город пополам через площадь Тяньаньмэнь и соединяет его главные торговые центры: Сидань, Ванфуцзин, Дундань и центральный бизнес-район Пекина.
- Линия 2, кольцевая, проходит под городскими укреплениями династии Мин, которые когда-то окружали самый центр Пекина. Её станции располагаются под 11 бывшими воротами этой стены, теперь ставшими оживлёнными перекрёстками, и Пекинским вокзалом.
- Линия 4 проходит с севера на юг, к западу от центра города, и имеет станции под Летним дворцом, Старым Летним Дворцом, Пекинским и Китайским Народным университетами, Национальной библиотекой Китая, Пекинским зоопарком, торговым центром Сидань и Южным вокзалом Пекина.
- Линия 5 проходит с севера на юг, к востоку от центра города, и имеет станции у Храма Земли, Храма Юнхэгун и Храма Неба.
- Линия 6 проходит с запада на восток, параллельно линии 1 и к северу от неё, через центр Пекина у парка Бэйхай.
- Линия 7 проходит с запада на восток, параллельно линии 1 и к югу от неё, от Западного вокзала Пекина до станции «Цзяохуачхан».
- Линия 8 проходит с севера на юг, от пригорода в Чанпине через Олимпийский парк и парк Шичахай до станции «Наньлогусян».
- Линия 9 проходит от Национальной библиотеки Китая через Западный вокзал Пекина на юго-запад города.
- Линия 10, вторая кольцевая линия, не пересекающаяся с линией 2, соединяет все линии, проходящие через центр города.
- Линия 14 состоит из двух не связанных между собой частей: западной от станции «Чжангочжуан» до станции линии 10 «Сицзу» и восточной от Южного вокзала Пекина в район Чаоян.

Линии в пригороды Пекина:
- Линия 13, полукольцевая линия, обслуживает север Пекина. Обе её конечные станции имеют пересадки на линию 2.
- Линия 15 начинается у Университета Цинхуа, проходит под Олимпийским парком и идёт на северо-восток в район Шуньи.
- Линия Батун продолжает линию 1 на восток в район Тунчжоу.
- Линия Чанпин проходит от линии 13 на север в район Чанпин.
- Линия Дасин фактически часть линии 4, идёт на юг в район Дасин.
- Линия Фаншань является продолжением линии 9 на юго-запад в район Фаншань.
- Линия Яньфан является продолжением линии Фаншань вглубь одноимённого района
- Линия Ичжуан продолжает линию 5 на юго-восток.
- Линия Шоудуцзичан соединяет аэропорт Шоуду с линиями 2, 10 и 13.
- Линия Дасинцзичан соединяет аэропорт Дасин с линией 10.

## Хронология открытия участков
| Дата открытия    | Линия                       | Участок                                          | Станции | Протяжённость, км | Примечания                                                                               |  |
| ---------------- | --------------------------- | ------------------------------------------------ | ------- | ----------------- | ---------------------------------------------------------------------------------------- |  |
| 1 октября 1969   | 1                           | Бэйцзин Чжан — Пингоюань                         | 17      | 23,6              | Сейчас западный радиус линии 1 и южная часть линии 2                                     |  |
| 20 сентября 1984 | 2                           | Бэйцзин Чжан — Фусиньмэн                         | 12      | 16,1              | В составе линии 1, северная часть                                                        |  |
| 28 декабря 1987  | 1                           | движение на участке Фусиньмэн — Пингоюань        | 0       | 0                 |                                                                                          |  |
| 28 декабря 1987  | 2                           | стала кольцевой с передачей части линии 1        | 0       | 0                 |                                                                                          |  |
| 12 декабря 1992  | 1                           | Фусиньмэн — Сидань                               | 1       | 1,5               |                                                                                          |  |
| 24 июня 2000     | 1                           | Сидань — Сыхуэй Дун                              | 10      | 13,5              |                                                                                          |  |
| 28 сентября 2002 | 13                          | Сичжимэнь — Хоин                                 | 9       | 20,6              |                                                                                          |  |
| 28 января 2003   | 13                          | Хоин — Дунчжимэнь                                | 7       | 20,2              |                                                                                          |  |
| 27 декабря 2003  | Батун                       | Сыхуэй — Туцяо                                   | 13      | 18,9              |                                                                                          |  |
| 7 октября 2007   | 5                           | Тяньтунюань Бэй — Сунцзячжуан                    | 23      | 27,6              |                                                                                          |  |
| 19 июля 2008     | 8                           | Бэйтучэн — Южные ворота Лесопарка                | 4       | 4,5               |                                                                                          |  |
| 19 июля 2008     | 10                          | Багоу — Цзиньсун                                 | 22      | 24,7              |                                                                                          |  |
| 19 июля 2008     | Столичный Аэропорт Экспресс | Дунчжимэнь — Терминал 3 — Терминал 2             | 4       | 28,1              |                                                                                          |  |
| 28 сентября 2009 | 4                           | Аньхэцяо Бэй — Гунъисицяо                        | 24      | 28,2              |                                                                                          |  |
| 30 декабря 2010  | Дасин                       | Гунъисицяо — Тянъунюань                          | 12      | 21,7              |                                                                                          |  |
| 30 декабря 2010  | 15                          | Ванцзин Си — Хошаю                               | 9       | 20,2              |                                                                                          |  |
| 30 декабря 2010  | Чанпин                      | Наньшао — Сиэрци                                 | 7       | 21,24             |                                                                                          |  |
| 30 декабря 2010  | Фаншань                     | Дабаотай — Сучжуан                               | 10      | 24,7              | Открылась как обособленная от других линия                                               |  |
| 30 декабря 2010  | Ичжуан                      | Сунцзячжуан — Цыцу                               | 13      | 23,3              |                                                                                          |  |
| 31 декабря 2011  | 8                           | Южные ворота Лесопарка — Хуэйлунгуан Дондацзе    | 6       | 10,7              |                                                                                          |  |
| 31 декабря 2011  | 15                          | Хошаю — Фенбо                                    | 3       | 10                |                                                                                          |  |
| 31 декабря 2011  | Фаншань                     | Дабаотай — Гогунчжуан                            | 1       | 0,9               |                                                                                          |  |
| 31 декабря 2011  | 9                           | Западный вокзал Пекина — Гогунчжуан              | 8       | 11,1              | Без Фентай Дондацзе                                                                      |  |
| 12 декабря 2012  | 9                           | Фентай Дондацзе                                  | 1       | 0                 | Открыта на действующем участке Фентайнаньлу — Циличжуан                                  |  |
| 30 декабря 2012  | 6                           | Хайдянь Улуцу — Цаофан                           | 20      | 30,4              |                                                                                          |  |
| 30 декабря 2012  | 8                           | Бэйтучэн — Гулоу Дацзе                           | 2       | 6,8               |                                                                                          |  |
| 30 декабря 2012  | 9                           | Западный вокзал Пекина — Национальная библиотека | 4       | 5,4               |                                                                                          |  |
| 30 декабря 2012  | 10                          | Цзиньсун — Шуцзинмао                             | 20      | 30,1              | Показано общее число станций и общая протяжённость, так как оба участка открылись вместе |  |
| 30 декабря 2012  | 10                          | Багоу — Сицзу                                    | 20      | 30,1              | Показано общее число станций и общая протяжённость, так как оба участка открылись вместе |  |
| 5 мая 2013       | 10                          | Сицзу — Шуцзинмао                                | 3       | 2,3               | Замыкающий участок линии 10                                                              |  |
| 5 мая 2013       | 14                          | Чжангочжуан — Сицзу                              | 6       | 12,4              |                                                                                          |  |
| Итого:           |                             |                                                  | 270     | 456               |                                                                                          |  |

## Система оплаты
| Расстояние, км  | 0…6 | 6…12 | 12…22 | 22…32 | 32…52 | 52…72 | 72…92 | более 92 |
| Стоимость, юани | 3   | 4    | 5     | 6     | 7     | 8     | 9     | 10       |

На линии Шоудуцзичан установлена фиксированная плата — ¥25, а на линии Дасинцзичан стоимость зависит от маршрута и класса обслуживания — ¥10, ¥25, ¥35, ¥50.
При любой поездке билеты следует сохранять до выхода из метро, так как выход осуществляется по картам, при этом разовые карты собираются и используются повторно. Оплата производится разовыми картами и бесконтактными картами с возможностью пополнения, которыми также можно оплатить проезд в наземном транспорте (интегрированная транспортная карта для всех видов общественного транспорта). В Пекине проездных не предусмотрено, однако право бесплатного проезда предоставлено отдельным категориям граждан, при предъявлении специальных документов (пенсионерам и военным).
Разовая карта (билет) имеет срок действия 1 (один) день и действительна для входа в метро только на той станции, где она приобреталась. Взрослый имеет право провозить с собой одного ребёнка ростом не выше 120 см. Метрополитен работает с 5 утра до полуночи, последние поезда отправляются между 22 часами и полуночью, в зависимости от линии.

## Происшествия
14 декабря 2023 года из-за неблагоприятных погодных условий в виде снегопада на крутом спуске наземного участка пути одной из линий столкнулись два поезда, в результате чего пострадало более 500 человек.